# Naan

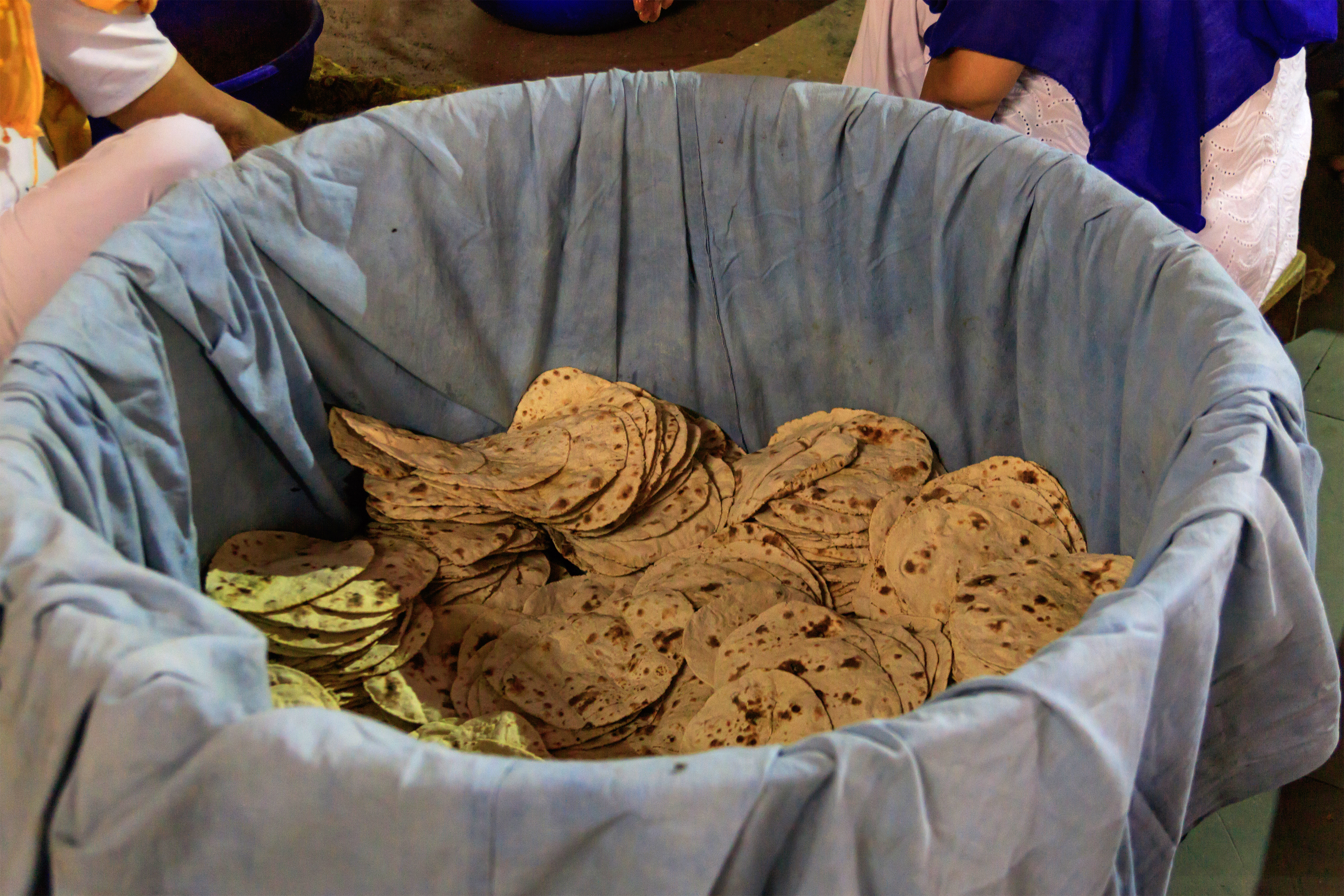
Naan

Naan eller nan, som direkt översatt från exempelvis persiskan enbart betyder bröd, bakas traditionellt i en tandoor. Det går att baka naan i vanlig ugn. Reser man runt i Centralasien och delar av västra Asien hittar man många olika variationer och smaker på bröd men att bröden i de regionerna oftast kännetecknas av att de är platta, cirka 1 centimeter tjocka, runda eller ovala. 
Under mughaldynastin i norra Indien var persiska och persisk kultur mycket dominerande i kungahuset. Man kan se det i verk som i Taj Mahal eller persiska dikter målade på indiska målningar. Dessutom hade parser flytt Iran långt tidigare och tagit med sig en del av matkulturen och blandat den med den indiska. Så både orden naan (bröd) och tandoor (ugn) och bakningssättet är hämtade från Centralasien och västra Asien (som dagens Iran och Afghanistan).
Naan kan på indiskt vis bakas på attamjöl, jäst och salt, och ofta även mjölk eller yoghurt, vilket gör dem fylligare och tjockare. Brödet kan bakas i ugn eller stekas. Ibland smaksätts naan, med till exempel svartkummin eller vitlök. I övrigt kan naan bakas med vanligt mjöl och jäst men med fler och olika tillsatser beroende på vilket typ av bröd man vill ha, om man t.ex bor i Iran, Afghanistan, Pakistan etc. En bit naan används i vissa kulturer och i vissa maträtter för att plocka upp mat, antingen hållen i nypan eller använd som "sked".